# آدم سوير
آدم سوير (بالإنجليزية: Adam Sawyer)‏ (7 يناير 1999 بملبورن في أستراليا - ) هو لاعب كرة قدم أسترالي في مركز الوسط.

## وصلات خارجية
- آدم سوير على موقع قاعدة بيانات كرة القدم.إي يو (الإنجليزية)
- آدم سوير على موقع Soccerway.com (الإنجليزية)